# Allen Woodring
Allen Woodring (ur. 15 lutego 1898 w Hellertown w Pensylwanii), zm. 15 listopada 1982 w Clearwater na Florydzie) – amerykański lekkoatleta, sprinter.
Pierwotnie nie zakwalifikował się do amerykańskiej reprezentacji na Igrzyska Olimpijskie w 1920 w Antwerpii zajmując 5. miejsce biegu na 200 metrów w przedolimpijskich eliminacjach. Krótko przed Igrzyskami został jednak wstawiony do ekipy w miejsce innego biegacza, który nie mógł startować. W Antwerpii zgubił buty lekkoatletyczne i nie mógł kupić nowych, więc pożyczył je od innego zawodnika.
Niespodziewanie wygrał finał biegu na 200 metrów przed faworytem Charlie Paddockiem w czasie 22,0 s.